# ناو کلاس لیهی
کروزر کلاس لیهی (به انگلیسی: Leahy-class cruiser) یک کلاس از کشتی است.